# Jerusalem Post
The Jerusalem Post este un cotidian israelian independent în limba engleză, disponibil pe internet, care apare la Ierusalim. El posedă și o ediție hebdomadară internațională în engleză The Jerusalem Post Weekly, precum și în limba franceză, de asemenea un magazin lunar IVRIT în ebraică ușoară, la îndemâna celor ce vor să învețe ebraica.

## În Palestina mandatară
În timpul regimului mandatului britanic în Palestina, Agenția Telegrafică Evreiască JTA a înființat la Ierusalim un ziar numit Palestine Bulletin, proprietatea  editorului evreu american Jacob Landau. Unul din redactorii ziarului era Gershon Agronski, jurnalist american, evreu originar din Rusia.
Ulterior, la 1 decembrie 1932, Agronski a înființat un ziar nou, denumit Palestine Post care trebuia să concureze cu Palestine Bulletin. În cele din urmă Jacob Landau și Gershon Agronski au căzut de acord și Palestine Post a luat, pur și simplu, locul lui Palestine Bulletin. Ziarul a susținut lupta pentru un cămin național evreiesc în Palestina și s-a opus în mod deschis politicii britanice de restrângere a imigrației evreiești.
Ziarul  a fost considerat multă vreme o sursă de informații serioasă nu numai pentru publicul evreiesc din țară, dar și pentru funcționarii mandatului britanic, pentru arabi palestinieni, creștini și musulmani, pentru evreii din Diaspora, pentru turiști și  pelerini creștini.  
Palestine Post a fost în acea perioadă și un purtător de cuvânt neoficial al Agenției Evreiești. În anii celui de-al Doilea Război Mondial Jerusalem Post a avut un tiraj de 20.000 exemplare și era după Davar, și înaintea lui Haaretz, al doilea ziar evreiesc din Palestina. Ediția din ziua debarcării în Normandia, la 6 iunie 1944, a atins 50.000 exemplare.

### Atentatul
Sediul și tipografia ziarului se aflau la început pe strada Hasolel 9 (astăzi Havatzelet) din Ierusalim. La începutul Războiului de independență, la 2 februarie 1948 lângă clădire a sărit în aer un automobil plin cu exploziv (jumătate de tonă de TNT), se pare furat de la poliția britanică. În clădire se mai aflau și redacțiile unor altor ziare, sediul cenzorului britanic al presei, sediul poliției evreiești și un ascunziș de arme al forțelor de apărare evreiești Haganá. În explozie 3 persoane au fost ucise - unul din muncitorii tipografi și doi locatari ai blocului vecin, iar alte 30 rănite. Clădirea ziarului a fost greu avariată, dar nu s-a prăbușit, deoarece antreprenorul care a construit-o, la 6 ani după cutremurul de pământ din anul 1927 (care atinsese gradul 6,25 pe scara Richter) i-a întărit în mod special fundațiile și zidurile.
Liderul arab palestinean Abd al Kader al Husseini și-a asumat răspunderea asupra  atentatului. După istoricul israelian Uri Milstein, bomba a fost preparată de Fawzi el Kutub, specialist palestinian în explozive, zis „Inginerul”, care fusese antrenat în trecut de naziști, și care acționase în complicitate cu doi dezertori britanici, caporalul Peter Marsden și căpitanul Eddie Brown.
În ciuda gravei avarii, ziarul de a doua zi a putut apare într un format redus de două pagini, imprimat la o mică tipografie din apropiere.

## În Israel
Mai târziu Gershon Agronski și-a ebraizat numele de familie în Agron.
După întemeierea statului evreiesc independent Israel în anul 1948, în 1950 jurnalul și-a schimbat numele în Jerusalem Post.
Vreme de mai multe decenii ziarul s-a situat pe poziții de centru-stânga și a susținut politica grupărilor social democrate și apoi a Partidului Muncii până în anul 1989, când a fost cumpărat de compania Hollinger Inc. sub controlul magnatului canadian Conrad Black. În acel an noul consiliu de redacție al ziarului a adoptat o linie politică apropiată de partidul de centru-dreapta Likud și, pierzând o parte din cititori, ziarul și-a redus tirajul la jumătate. Un număr de ziariști disidenți în frunte cu David Landau au demisionat și au fondat revista săptămânală Jerusalem Report, care, în cele din urmă, a fost cumpărată tot de Jerusalem Post.
La 16 noiembrie 2004 compania Hollinger a vândut ziarul companiei de presă Mirkaey Tikshoret Ltd. condusă de omul de afaceri Eli Azur. În ianuarie 2008 ziarul a semnat un parteneriat cu ziarul The Wall Street Journal, în materie de marketing în comun și publicarea exclusivă în Israel a lui Wall Street Journal Europe.
În anii 2010 linia politică a ziarului a devenit centristă, găzduind articole din ambele principale tabere politice. În domeniul economiei ziarul susține poziții apropiate de neoliberalism. El se pronunță pentru reforma sistemului economic israelian, pentru controlul strict al cheltuielilor publice, limitarea ajutoarelor sociale, diminuarea impozitelor și adoptarea de legi contra creării de companii monopolistice.  
Ziarul Jerusalem Post concurează cu ziarul liberal de stânga Haaretz din Tel Aviv, care posedă o ediție în limba engleză, înființată de David Landau începând din anii 1990.  
Ca toate cotidienele israeliene, ziarul apare în toate zilele săptămânii în afara zilei de odihnă legale, sâmbăta, și a sărbătorilor legale evreiești din Israel. 
Actualul redactor șef al ziarului este Yaakov Katz, din anul 2016.
Ziarul are o difuzare de 11.000-15.000 în Israel și de 26.000 exemplare în Statele Unite. Ediția franceză se vinde în 3.000 exemplare.
O parte din materialele ziarului Jerusalem Post, traduse în ebraică, sunt incluse în cotidianul gratuit Israel Post înființat în 2007.